# 2nd Battle Squadron
Die 2nd Battle Squadron (deutsch 2. Schlachtschiffgeschwader) der Royal Navy war ein Marineverband, der aus Schlachtschiffen bestand. Die 2nd Battle Squadron war Bestandteil der Grand Fleet. Nach dem Ersten Weltkrieg wurde die Grand Fleet wieder mit ihrem ursprünglichen Namen Atlantic Fleet versehen. Bedingt durch Außerdienststellungen, Versetzungen und Ausfällen durch Beschädigungen war die Schiffsstärke der 2nd Battle Squadron ständigen Schwankungen ausgesetzt.

## Erster Weltkrieg

### August 1914
Zu Beginn des Ersten Weltkrieges bestand die 2nd Battle Squadron aus folgenden Schlachtschiffen:
- HMS King George V
- HMS Ajax
- HMS Audacious
- HMS Centurion
- HMS Conqueror
- HMS Monarch
- HMS Orion
- HMS Thunderer

### Skagerrakschlacht
Die 2nd Battle Squadron nahm an der Skagerrakschlacht in der folgenden Aufstellung teil:
- First Division
  - HMS King George V, Flaggschiff von Vice Admiral Sir Martyn Jerram
  - HMS Ajax
  - HMS Centurion
  - HMS Erin
- Second Division
  - HMS Orion, Flaggschiff von Rear Admiral Sir A. C. Leveson
  - HMS Monarch
  - HMS Conqueror
  - HMS Thunderer

### Januar 1918
Agincourt wird zur 2nd Battle Squadron versetzt.

## Zweiter Weltkrieg

### September 1939
Zu Beginn des Zweiten Weltkrieges war die 2nd Battle Squadron der Home Fleet unterstellt und bestand aus folgenden Schlachtschiffen:
- Royal Oak Flaggschiff von Rear Admiral H. E. C. Blagroven
- Royal Sovereign
- Ramilies
- Nelson
- Rodney